# Thuốc chống loạn thần điển hình
Thuốc chống loạn thần điển hình là một nhóm thuốc chống loạn thần được phát triển lần đầu tiên vào những năm 1950 và được sử dụng để điều trị rối loạn tâm thần (đặc biệt là tâm thần phân liệt). Thuốc chống loạn thần điển hình cũng có thể được sử dụng để điều trị chứng hưng cảm cấp tính, kích động và các tình trạng khác. Thuốc chống loạn thần điển hình đầu tiên được sử dụng trong y tế là phenothiazin, cụ thể là chlorpromazine được phát hiện một cách tình cờ. Một nhóm thuốc chống loạn thần nổi bật khác là butyrophenone, một ví dụ trong đó sẽ là haloperidol. Các thuốc chống loạn thần thế hệ thứ hai mới hơn, còn được gọi là thuốc chống loạn thần không điển hình, đã thay thế các thuốc chống loạn thần điển hình do tác dụng phụ giống như Parkinson.
Cả hai thế hệ thuốc có xu hướng ngăn chặn các thụ thể trong đường truyền dopamine của não, nhưng thuốc không điển hình tại thời điểm tiếp thị được cho là khác với thuốc chống loạn thần thông thường ở chỗ chúng ít gây ra khuyết tật kiểm soát vận động ngoại tháp ở bệnh nhân, bao gồm cả bệnh Parkinson không ổn định cử động, cứng cơ thể và run không tự nguyện. Nhiều nghiên cứu gần đây đã chứng minh hồ sơ tác dụng phụ của các loại thuốc này tương tự như các loại thuốc cũ, khiến tạp chí y học hàng đầu The Lancet viết trong bài xã luận "đã đến lúc từ bỏ các thuật ngữ thuốc chống loạn thần thế hệ thứ nhất và thế hệ thứ hai, vì chúng đừng khen sự khác biệt này. "  Những chuyển động cơ thể bất thường này có thể trở thành vĩnh viễn ngay cả sau khi ngừng thuốc. Trong khi thuốc chống loạn thần điển hình có nhiều khả năng gây ra bệnh Parkinson, thì thuốc không điển hình có nhiều khả năng gây tăng cân và tiểu đường loại II.

## Tác dụng bất lợi
Tác dụng phụ khác nhau giữa các tác nhân khác nhau trong lớp này của thuốc, nhưng tác dụng phụ thường gặp bao gồm: khô miệng, cơ bắp cứng, co cứng cơ, run, EPS và trọng lượng tăng. EPS đề cập đến một nhóm các triệu chứng bao gồm ngồi không yên, parkinsonism và dystonia. Thuốc kháng cholinergic như benztropine và diphenhydramine thường được kê đơn để điều trị EPS. 4% bệnh nhân mắc hội chứng thỏ trong khi dùng thuốc chống loạn thần điển hình.